# Río Polist (Lovat)
El río Polist (en ruso: Поли́сть) es un río del noroeste de la Rusia europea, en los óblasts de Pskov y Nóvgorod, afluente por la izquierda del río Lovat. Tiene una longitud de 176 km, una cuenca de 3.630 km² y un caudal de 22 m³/s. 
Sus principales afluentes son el Jolynia, el Snezha (ambos por la izquierda) y el Porusia (por la derecha). La localidad más importante que atraviesa es Stáraya Rusa.
El hidrónimo Polist significa "pantanoso". Existe una leyenda por la cual este nombre le habría sido puesto por el príncipe Rusa, héroe de las Historias de Slovene y Rusa y la ciudad de Slovensk y fundador legendario de Stáraya Rusa, que le pondría este nombre al río en honor de su mujer Polina.
El Polist es un emisario del lago Polisto, en la región oriental del óblast de Pskov. Discurre en dirección nordeste en todo su recorrido, que en el comienzo es sinuoso y con orillas pantanosas y una anchura de 10 a 20 metros. En su curso medio, a partir de la aldea de Karabinets, el carácter del río cambia, las orillas se hacen más altas y boscosas, acelerándose la corriente del río, creando rápidos sobre el pedregoso río. Se mantiene de esta manera por unos 80 km hasta la confluencia del Jolynia y del Snezhna por la orilla izquierda.
En su curso inferior el río se tranquiliza, la corriente es muy débil, con orillas bajas y una anchura de unos 30 - 40 m. A la altura de Stáraya Rusa recibe su principal afluente, el Porusia.
El Polist desemboca en el Lovat unos kilómetros por encima de la desembocadura de este en el lago Ilmen. Es un río de interés para los turistas fluviales.